# Vladimir Michajlovitj Smirnov
Vladimir Michajlovitj Smirnov (ryska: Владимир Михайлович Смирнов), född 1887, död 26 maj 1937, var en rysk kommunist och sovjetisk politiker (Narkom). Som representant för fraktionen de vänstersocialistiska revolutionärerna förespråkade han en militant och ideologiskt renlärig linje.

## Politisk ställning
Smirnov, som stod Nikolaj Bucharin nära, var politisk kommissarie i Röda armén och representerade militäroppositionen. Han var redaktionsmedlem i Kommunist, som var organ för partiets Petrograd-kommitté. Flera år före den kommunistiska Oktoberrevolutionen yrkade han på militantare partitaktik, vilket irriterade Lenin i hög grad. Smirnov blev finanschef för det styrande organet i Moskvadisktriktet, Sovnarkom, som utövade vidsträckta maktbefogenheter och hade höga ambitioner för lokalt styre. Det avskaffades dock redan i juni 1918 och hans försök att grunda liknande organ blev kortlivade.
Smirnov tjänstgjorde i den ledande byrån för Högsta ekonomiska rådet, som grundats i december 1917. Hans vänsterfraktion dominerade till en början rådet och Lenin fick lov att beakta deras positioner.

## Tal vid åttonde partikongressen 1919
Vid ryska kommunistpartiets åttonde partikongress deltog Smirnov såsom delegat för den femte armén. Den 20 mars 1919 höll han ett tal inför kongressen om användandet av tidigare tsarofficerare (som i partiet gick under beteckningen "specialister") och politiska kommissarier i Röda armén. Som svar på anklagelser från Grigorij Sokolnikov att han skulle motsätta sig användandet av officerarna, som vid det här laget hade blivit en grundläggande programpunkt i bolsjevikisk militärstrategi, förnekade han att han skulle föredra bruket av partisangrupper i det ryska inbördeskriget. Däremot varnade han för de bristfälliga politiska mekanismer som de sovjetiska myndigheterna hade till sitt förfogande för att kontrollera dessa officerare. Han talade för upphävande av Dekretet om revolutionära militärråd och sade till kongressen:

...De politiska kommissariernas roll är begränsad till övervakningsfunktioner... Nu när vi har politiska kommissarier med tillräcklig stridserfarenhet och förmåga att inte ingripa när det inte är nödvändigt, måste vi ge dem utökade rättigheter, en större del i ledningen av arméerna.
Smirnov betraktade kommissarierna som en väsentlig tygel på potentiell illojalitet bland de gamla officerarna. Denna böjelse för politisering av Röda armén delades av det Vänstersocialistiska Revolutionära Partiet i opposition, men avvisades i huvudsak av folkkommissarien för armén och flottan, Lev Trotskij, som kring 1919 utövade full kontroll över militären.